# 헤센베르크 행렬
헤센베르크 행렬(Hessenberg matrix)은 특수한 클래스의 정사각행렬이며 특히 수치 선형 대수학의 수학 하위 영역에서 고려된다. 이 행렬은 카를 헤센베르크(Karl Hessenberg)의 이름을 따서 명명되었다.

## 형식
상헤센베르크 행렬(Upper Hessenberg matrix)
{\displaystyle {\begin{bmatrix}1&4&2&3\\3&4&1&7\\0&2&3&4\\0&0&1&3\\\end{bmatrix}}}
하헤센베르크 행렬(Lower Hessenberg matrix)
{\displaystyle {\begin{bmatrix}1&2&0&0\\5&2&3&0\\3&4&3&7\\5&6&1&1\\\end{bmatrix}}}
상헤센베르크 행렬은 역시 정사각 행렬이다. {\displaystyle H\in \mathbb {C} ^{n\times n}}에 있는 주대각선 아래의  첫번째 대각선 다음의 항목 들은 0과 같다. 즉 {\displaystyle i>j+1}에서 {\displaystyle h_{ij}=0}이다.
{\displaystyle H={\begin{pmatrix}h_{11}&h_{12}&h_{13}&\cdots &h_{1n}\\h_{21}&h_{22}&h_{23}&\cdots &h_{2n}\\0&h_{32}&h_{33}&\cdots &h_{3n}\\\vdots &\ddots &\ddots &\ddots &\vdots \\0&\cdots &0&h_{nn-1}&h_{nn}\end{pmatrix}}}
유사하게, 하헤센베르크 행렬의 형태는 상헤센베르크 행렬인 정사각행렬이 정의된 바와 같이 표현될수있다. 헤센베르크 행렬 중 하나만 언급되면, 일반적으로 상헤센베르크 행렬을 가리킨다.

## 속성
헤센베르크 행렬과 삼각행렬의 곱은 다시 헤센베르크 행렬이다. 보다 정확하게, A가 상헤센베르크 행렬이고 T가 상삼각행렬이라면 AT와 TA는 상헤센베르크 행렬이다.
하헤센베르크 행렬 및 상헤센베르크 행렬은 3중대각행렬이다.

## 컴퓨터 프로그래밍
대부분의 선형 대수 알고리즘 은 삼각 행렬에 적용 할 때 계산 작업이 훨씬 적게 소요되며, 이러한 개선은 종종 헤센베르크 행렬에도 적용된다. 선형 대수학 문제의 제약으로 인해 일반 행렬을 삼각행렬로 편리하게 축소할 수 없는 경우 헤센베르크 형식으로 축소하는 것이 종종 가장 좋은 방법일수있다. 행렬을 헤센베르크 형식으로 환원하는 것은 제한된 수의 단계 (예 : 하우스홀더 변환 )를 통해 수행할 수 있다. 헤센베르크 행렬을 삼각행렬로 계속 감소시키는 것은 QR 분해을 이행하는 것과 같은 반복적인 절차를 통해 이루어질 수 있다. 고유값 알고리즘에서 헤센베르크 행렬은 축소 단계와 결합된 QR분해 이행을 통해 삼각행렬로 더욱 축소 될 수 있다. 일반 행렬을 삼각행렬로 직접 축소하는 대신 일반 행렬을 헤센베르크 행렬로 축소한 다음 삼각행렬을 이용하여 더욱 줄이면 종종 고유값 문제에 대한 QR 알고리즘에 포함된 산술연산을 절약 할 수 있다.

## 같이 보기
- 밴드 행렬
- 헤센베르크의 정리
- QR 분해